# Gwyn Nicholls
Erith Gwynne „Gwyn“ Nicholls (* 15. Juli 1874 in Westbury-on-Severn, Gloucestershire, England; † 24. März 1939 in Dinas Powys, Vale of Glamorgan, Wales) war ein walisischer Rugby-Union-Spieler. Er gilt als der beste Innendreiviertel seiner Zeit und war Angelpunkt der ersten „Goldenen Ära“ des walisischen Rugby. Aufgrund seiner Schnelligkeit und seiner genauen Pässe war er auch als „Prince of Threequarters“ bekannt.

## Biografie
Nicholls lief erstmals 1896 für die walisische Nationalmannschaft auf. Zu Beginn des 20. Jahrhunderts konnte er mit Wales drei Triple Crowns innerhalb von fünf Jahren gewinnen. Zudem kommt der legendäre erste Sieg über Neuseeland 1905.
1899 wurde Nicholls für die Auswahl Großbritanniens (heute British and Irish Lions) nominiert und kam in allen vier Testspielen gegen Australien zum Einsatz. Er wurde mit zwei gelegten Versuchen zum besten Spieler der Australien-Tour. 1902 übernahm er das Kapitänsamt bei der walisischen Auswahl.

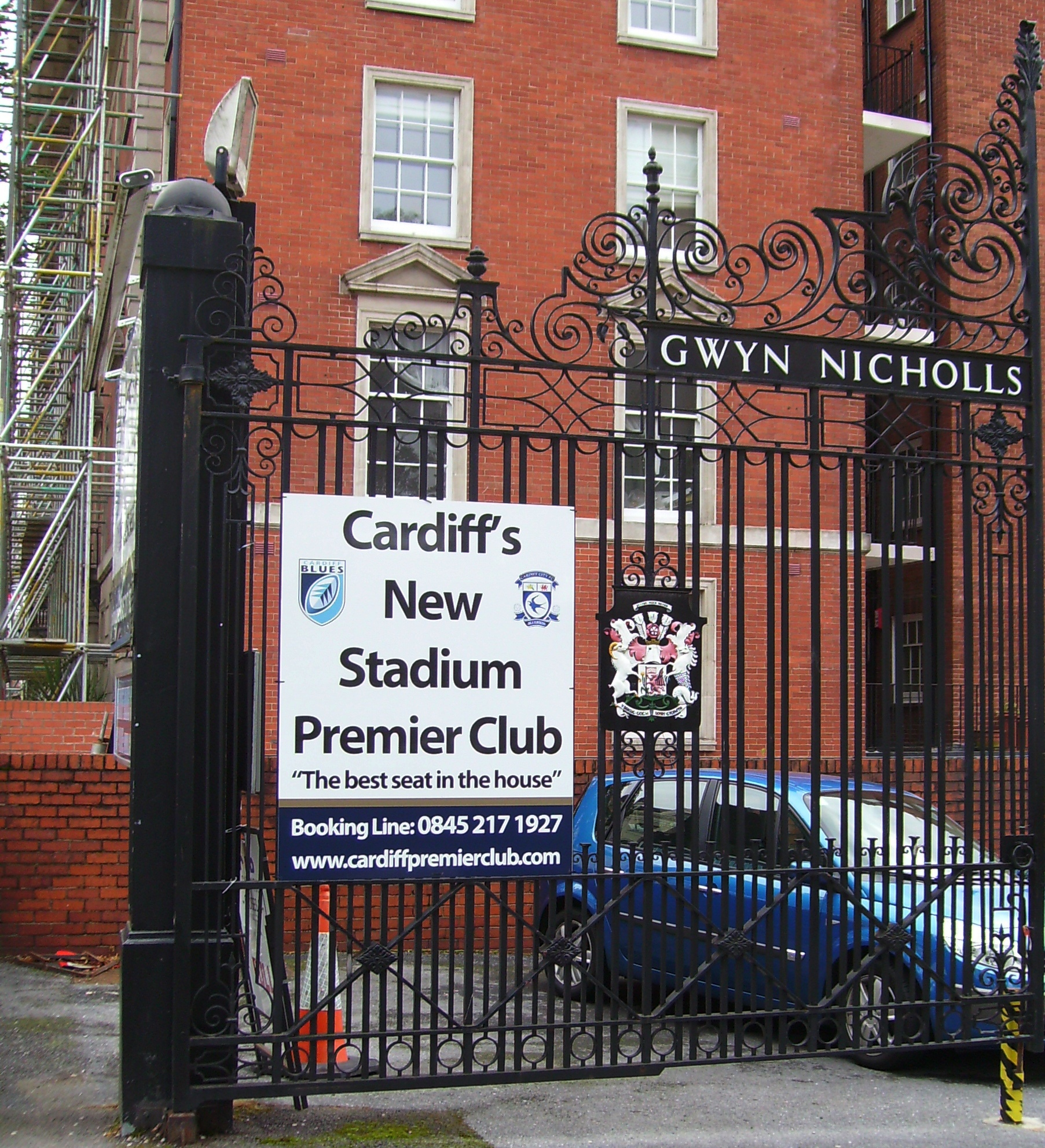
Die Gwyn Nicholls Memorial Gates in Cardiff

Nicholls Vereinskarriere begann in Cardiff. Von den Stars und den Harlequins gelangte er 1893 zum Cardiff RFC, für den er über vier Spielzeiten lang auch Kapitän war. 1902 war er für kurze Zeit für den Newport RFC aktiv, da er mit seinem Bruder in der Stadt eine Wäscherei betrieb. In seiner Zeit dort verlor er kein Spiel. Er kehrte darauf wieder nach Cardiff zurück. 1907 gewann er mit seinem Verein als bis dahin einziger ein Spiel gegen die Nationalmannschaft Südafrikas.
Mit Ende seiner Spielerkarriere wurde er Schiedsrichter und kam auch in internationalen Partien zum Einsatz. So übernahm er beispielsweise 1909 die Leitung des Spiels um den Calcutta Cup zwischen England und Schottland. 1908 schrieb er ein Buch über das Rugbyspiel. Er war zu dem in leitender Position beim walisischen Verband und verschiedensten Sportkomitees tätig.
Seit 1949 heißen die Eingangstore zum Cardiff Arms Park „Gwyn Nicholls Memorial Gates“. 2005 wurde er in die International Rugby Hall of Fame aufgenommen.